# Montréal-Nord
Montréal-Nord es un distrito de la ciudad de Montreal.

## Historia
Este distrito fue fundado en 1915.
La antigua ciudad de Montréal-Nord se fusionó con la ciudad de Montreal el 1 de enero de 2002.

## Geografía
Montréal-Nord se encuentra bordeado por la Rivière des Prairies al norte y la vía férrea de la Canadian National Railway al sur.
Su población era de cerca de 97.000 habitantes en los años 1980.